# Clio (torpediniera)
La Clio è stata una torpediniera della Regia Marina e successivamente una corvetta della Marina Militare.

## Storia
Dopo i collaudi ed un periodo di addestramento nel Tirreno settentrionale, la nave venne destinata alla Divisione Scuola Comando di Augusta ed operò lungo le coste siciliane in frequente attività di addestramento. Tra i suoi primi comandanti vi fu il tenente di vascello Costantino Borsini, che mantenne il comando dell'unità sino al gennaio 1940.

### 1940
All'ingresso dell'Italia nella seconda guerra mondiale la nave faceva parte della XIII Squadriglia Torpediniere di base a Messina, che formava insieme alle gemelle Calipso, Circe e Calliope. Fu impiegata principalmente in attività di scorta costiera in Nord Africa (sino a dopo la metà del 1942), poi anche lungo le coste della Grecia, oltre che della Cirenaica. Svolse in tutto 118 missioni di scorta.
Alle sette di sera del 16 giugno 1940 l'unità faceva parte di un rastrello antisom insieme alle gemelle Calliope, Polluce e Circe, quando quest'ultima avvistò il periscopio di un sommergibile, dal quale poi partirono alcuni siluri: la Circe, la Polluce e la Clio, evitate le armi, iniziarono a gettare bombe di profondità sul punto dell'avvistamento finché, al nono passaggio, emerse una grossa quantità di rottami. L'unità affondata era il sommergibile britannico Grampus, che s'inabissò nel punto 37°05' N e 17°30' E (105 miglia a levante di Siracusa), senza superstiti tra i 59 membri dell'equipaggio.
Dal 29 al 31 luglio la Clio e le gemelle Centauro, Circe e Climene scortarono da Napoli a Messina e quindi (con il rinforzo delle torpediniere Airone, Alcione, Ariel ed Aretusa) a Bengasi, nell'ambito dell'operazione «Trasporto Veloce Lento», un convoglio formato dal trasporto truppe Marco Polo e dagli incrociatori ausiliari Città di Palermo e Città di Napoli.
Un'azione antisommergibile effettuata dalla Clio nel canale d'Otranto il 18 dicembre 1940 potrebbe essere la causa della scomparsa del sommergibile britannico Triton, che tuttavia potrebbe anche essere saltato su mine o rimasto vittima di altre azioni antisom.
Il 21 dicembre 1940 il convoglio che la Clio stava scortando nel canale di Sicilia, formato dai piroscafi Aquitania e Bainsizza e dalle motonavi Assiria e Rialto, venne attaccato da aerosiluranti della Royal Air Force: insieme a quello che si scatenò pressoché contemporaneamente contro il convoglio «Vega», si trattò di uno dei primi attacchi di aerosiluranti ai danni dei convogli italiani. La reazione dell'unica unità di scorta, comunque, abbatté un aereo e costrinse gli altri a ritirarsi senza provocare danni.

### 1941
Alle sei di sera del 7 gennaio 1941 la Clio e la gemella Castore lasciarono Tobruch per scortare a Bengasi i mercantili Edda, Assiria e Fianona. Alle 22:08 dello stesso giorno il sommergibile britannico Rover lanciò quattro siluri contro l’Edda in posizione 32°13' N e 23°40' E: la nave non fu colpita e nel contrattacco Clio e Castore danneggiarono con bombe di profondità l'unità nemica, che rimase poi fuori uso per 13 mesi per riparazioni a Malta. Il convoglio giunse a Bengasi alle undici di mattina del 9 gennaio.
Alcune fonti attribuiscono all'azione della Clio del 7 gennaio 1941, quando la torpediniera ritenne di aver speronato ed affondato, al largo di Tobruk un'unità subacquea, l'affondamento del sommergibile franco-gollista Narval. Il ritrovamento del relitto del Narval, avvenuto nel 1957 al largo delle isole Kerkenna, fa tuttavia ritenere che questa unità sia in realtà saltata su una mina il precedente 14 dicembre.
Dal 1° al 3 marzo la nave, insieme alle torpediniere Pegaso ed Orione, scortò da Napoli a Tripoli un convoglio (piroscafi Amsterdam, Castellon, Maritza e Ruhr) carico di rifornimenti per l'Afrika Korps. Il viaggio si svolse senza problemi.
Il 10 marzo la Clio e la gemella Centauro partirono da Tripoli e vennero incontro a due convogli (trasporti Ankara, Marburg, Kybfels e Reichenfels scortati dai cacciatorpediniere Vivaldi, da Noli, Malocello, Folgore e Lampo; motonavi Andrea Gritti e Sebastiano Venier scortate dalle torpediniere Alcione, Pallade e Polluce).
Il 9 aprile 1941 la nave salpò da Napoli per scortare a Tripoli, insieme al cacciatorpediniere Dardo ed alle vecchie torpediniere Papa e Cosenz, le motonavi Andrea Gritti, Sebastiano Venier, Rialto, Birmania e Barbarigo; il convoglio giunse a Tripoli senza problemi il giorno 11.
Nei giorni successivi al 16 aprile la torpediniera partecipò con numerose altre unità alle operazioni di soccorso dei naufraghi del convoglio Tarigo, distrutto da cacciatorpediniere inglesi dopo un violento combattimento: su circa 3000 persone a bordo delle navi affondate, i superstiti risultarono essere in tutto 1248.
Il 12 maggio la Clio partì da Tripoli di scorta, insieme ad Orione e Pegaso ed ai piroscafi Maddalena Odero e Nicolò Odero. Alle 20:30 dello stesso giorno, al largo della costa tripolina, la Pegaso bombardò con cariche di profondità un sommergibile, vedendo poi emergere una grossa chiazza di nafta: in tale attacco potrebbe essere stato affondato il sommergibile britannico Undaunted, che però potrebbe essere anche saltato su mine.
Il 25 maggio la torpediniera partecipò alle operazioni di salvataggio dei 1432 superstiti (su 2729 uomini a bordo) del trasporto truppe Conte Rosso, silurato ed affondato dal sommergibile britannico Upholder a 10 miglia per 85° da Capo Murro di Porco, mentre navigava in convoglio verso la Libia.
Il giorno seguente la nave, insieme alle gemelle Calliope, Circe e Perseo, effettuò una missione di posa di mine al largo di Malta.
Alle 5:30 del 26 agosto la torpediniera partì da Napoli per scortare – insieme cacciatorpediniere Euro ed Oriani e torpediniere Orsa, Procione e Pegaso, quest'ultima aggiuntasi l'indomani dopo essere partita da Trapani – di un convoglio formato dai piroscafi Ernesto ed Aquitania, dalla motonave Col di Lana e dalla nave cisterna Pozarica, in navigazione da Napoli a Tripoli; lo stesso giorno, intorno alle sette del mattino, circa 7 miglia a nord di Trapani, il convoglio fu attaccato due volte dal sommergibile HMS Urge, che mancò la Pozarica ma danneggiò l’Aquitania (che dovette rientrare a Trapani assistito dall’Orsa): la Clio reagì effettuando forti lanci di bombe di profondità, ma non riuscì a danneggiare l’Urge. Le altre navi giunsero a destinazione il 29.
Nel corso del 1941 la torpediniera venne modificata con l'eliminazione delle poco efficaci mitragliere da 13,2 mm e la loro sostituzione con 8 armi da 20/65 mm. Vennero inoltre imbarcati altri due lanciabombe di profondità.
Alle 17:40 del 13 dicembre la nave salpò da Taranto insieme alle corazzate Littorio e Vittorio Veneto, ai cacciatorpediniere Granatiere, Bersagliere, Fuciliere ed Alpino ed alla torpediniera Centauro (formazione poi rinforzata con l'invio dei cacciatorpediniere Vivaldi, Malocello, da Recco, Da Noli e Zeno) fungere da forza di copertura dell'operazione «M 41» (tre convogli per la Libia composti da 6 mercantili, 5 cacciatorpediniere ed una torpediniera), che però fu funestata dagli attacchi sottomarini, che affondarono due trasporti (il Fabio Filzi ed il Carlo del Greco) e danneggiarono seriamente – alle dieci di mattina del 14 dicembre, in posizione 37°52' N e 15°30' E – la corazzata Vittorio Veneto. Il giorno seguente la Clio diede infruttuosamente la caccia al sommergibile britannico Urge, autore del siluramento della Vittorio Veneto.

### 1942
Alle 16:40 del 27 settembre 1942 la motonave Francesco Barbaro, che la Clio stava scortando da Brindisi a Bengasi insieme al cacciatorpediniere Lampo ed alla torpediniera Partenope, venne silurata dal sommergibile britannico Umbra al largo di Cefalonia in posizione 37°15' N e 19°55' E (a 60 miglia per 275° da Navarino): nonostante un tentativo di rimorchio, la motonave, in fiamme, colpita da un altro siluro dell’Umbra alle 22:40, affondò in seguito ad un'esplosione alle 4:41 del 28, nel punto 37°15' N e 19°55' E. La Clio cercò senza risultato di affondare l’Umbra.
Alle otto di sera del 12 ottobre la nave salpò da Brindisi di scorta, insieme al cacciatorpediniere Folgore e da Recco ed alla moderna torpediniera di scorta Ardito, alla moderna motonave D'Annunzio. Il convoglio si congiunse poi con un altro proveniente da Corfù (torpediniera Partenope e cacciatorpediniere Lampo di scorta alla motonave Foscolo) e giunse indenne in porto il 14, nonostante continui attacchi aerei che vennero respinti con il fuoco delle armi di bordo. La Clio e le altre unità della scorta ripartirono in giornata e scortarono poi le motonavi Sestriere e Ruhr in rotta di rientro, senza venire attaccati.
Il 4 novembre l'unità partì da Napoli per fungere da scorta – insieme ai cacciatorpediniere Velite, Maestrale, Grecale, Oriani e Gioberti ed alla torpediniera di scorta Animoso – alle motonavi Giulia e Chisone ed al piroscafo Veloce, diretti a Tripoli: nonostante i diversi attacchi dal cielo, il convoglio fu uno degli ultimi a poter arrivare in Libia senza danni.
Alle quattro del 10 novembre la Clio e la gemella Calliope lasciarono Trapani e si diressero a Napoli dove giunsero alle 18 del giorno stesso, dopo alcune esercitazioni di tiro e scoperta antisom.
Alle otto e mezza del 15 novembre Clio e Calliope partirono da Palermo, con mare molto mosso, per scortare a Biserta il piroscafo tedesco Menes e la piccola nave cisterna Labor: durante tale navigazione, alle 9:07 ed alle 10:48 del 16 novembre, i due trasporti vennero infruttuosamente attaccati dapprima dal sommergibile britannico Saracen, con il lancio di tre siluri in posizione 37°40' N e 10°40' E (a nord del golfo di Tunisi) e poi dal sommergibile britannico Parthian con il lancio di tre siluri, in posizione 38°03' N e 11°51' E (a nordest di Marettimo), ma il problema maggiore rimase il mare tempestoso, che tra l'altro fece perdere alla Calliope il contatto con il convoglio riducendo la scorta alla sola Clio. Il convoglio giunse comunque a destinazione alle 15:30 del giorno successivo.
Alle 20 del 16 novembre la Clio ripartì da Biserta per scortare a Palermo l'incrociatore ausiliario Città di Napoli, dove le due navi giunsero alle 10:30 del giorno seguente dopo aver eluso, alle 7:30 del 17, un attacco da parte di un sommergibile sconosciuto.
Alle dieci di sera del 1º dicembre la nave (al comando dell'ufficiale in seconda, tenente di vascello Vito Asaro, in quanto il comandante era malato) salpò da Palermo per scortare a Biserta, insieme ai cacciatorpediniere da Recco, Folgore e Camicia Nera ed alla torpediniera Procione, il convoglio «H» (trasporti truppe Aventino e Puccini, trasporto militare tedesco KT 1, traghetto Aspromonte, con a bordo in tutto 1766 militari, 698 t di materiali, soprattutto munizioni, 32 automezzi, 4 carri armati, 12 pezzi d’artiglieria). Mediante l'organizzazione Ultra la Royal Navy venne a sapere del convoglio e inviò contro di esso la Forza Q (incrociatori leggeri HMS Aurora, HMS Sirius e HMS Argonaut, cacciatorpediniere HMS Quentin e HMAS Quiberon). Alle 00:37 le navi britanniche intercettarono il convoglio «H» e lo attaccarono presso il banco di Skerki (costa tunisina): nel violento scontro, che si protrasse per un'ora, furono affondati tutti i trasporti (tranne il Puccini, irrimediabilmente danneggiato ed autoaffondato in un secondo tempo) ed il Folgore e gravemente danneggiato il Da Recco. La Clio, al momento dell'attacco, si trovava a fianco del convoglio, intenta ad assistere la motonave Puccini, danneggiata poco prima, alle 00:15, in una collisione con l’Aspromonte (era infatti stata ordinata una modifica della rotta, ma la Puccini non aveva ricevuto l'ordine): la torpediniera fu l'unica a non essere inviata al contrattacco, ricevendo invece l'ordine di restare con i mercantili e favorirne l'allontanamento. Mentre il resto della scorta andava al contrattacco subendo gravi perdite, la Clio cercò di coprire i mercantili con cortine fumogene, ma il provvedimento servì a poco ed uno dopo l'altro i trasporti vennero tutti incendiati od affondati. All'1:21 anche la Clio venne presa di mira, dapprima con tiro illuminante e poi con quello battente: a quel punto l'unità cessò l'emissione di cortine nebbiogene e, avvistate le vampe dei cannoni dell'unità attaccante, aprì il fuoco da 4500 metri con i cannoni poppieri da 100 mm, sparando quattro salve. La nave inglese attaccante a quel punto cessò il fuoco, allontanandosi e gli illuminanti si spensero. Non vedendo più le vampe, anche la Clio cessò il fuoco e si pose quindi alla ricerca di naufraghi e di eventuali mercantili che fossero scampati alla distruzione. Ultimate le operazioni di soccorso, la nave rientrò a Trapani alle dieci di sera di quello stesso giorno.

### 1943
Alle 17 del 10 gennaio 1943 la Clio partì da Napoli per scortare a Biserta, insieme al cacciatorpediniere Camicia Nera ed alle torpediniere di scorta Ardente ed Ardito, le moderne motonavi Mario Roselli, Manzoni ed Alfredo Oriani. Alle 11:10 del giorno seguente il sommergibile britannico Umbra attaccò il convoglio lanciando un siluro una settantina di miglia a nord di Biserta, ma l'arma non andò a segno ed il convoglio arrivò in porto senza danni alle 18 dell'11 gennaio.
Alle cinque del pomeriggio del 15 gennaio la torpediniera lasciò Napoli, insieme alle moderne torpediniere di scorta Groppo ed Uragano, di scorta alle moderne motonavi Emma, con a bordo truppe ed un carico di rifornimenti che includevano 300 tonnellate di munizioni, ed Ankara, dirette a Biserta con arrivo previsto per le dieci dell'indomani. Quando il convoglio si venne a trovare ad una decina di miglia da Ischia, alle 19:40, il sommergibile britannico Splendid attaccò la formazione, colpendo l’Emma con un siluro: la grossa unità rimase immobilizzata, alla deriva nel mare mosso da maestrale. La Clio si affiancò al mercantile nel tentativo di portare aiuto, ma causa il mare mosso venne ripetutamente sbattuta contro la fiancata dell’Emma sino a riportare seri danni, che la costrinsero a rientrare a Napoli. Quando il mattino dopo due rimorchiatori d'alto mare raggiunsero la motonave e si prepararono a rimorchiarla, lo Splendid colpì l’Emma con un altro siluro: la nave esplose ed affondò in posizione 40°25' N e 13°56' E, lasciando solo sette sopravvissuti su 350 uomini a bordo.
Alle 4:30 del 31 gennaio la torpediniera partì da Napoli di scorta, insieme alla gemella Sirio, alle moderne torpediniere di scorta Monsone ed Uragano ed al cacciatorpediniere Saetta, ad un convoglio composto dalle moderne motonavi Alfredo Oriani, Manzoni e Mario Roselli. Dopo aver evitato un attacco da parte del sommergibile HMS Turbulent il 31 gennaio, il convoglio fece tappa a Palermo (dalle 17:45 del 1º febbraio alle 00:30 del 2) e ne ripartì poi per arrivare a Biserta alle tre del pomeriggio del 2 febbraio.
Alle 5:30 del 3 febbraio la Clio lasciò Biserta per Napoli di scorta, insieme a Saetta, Sirio, Monsone ed Uragano, alla grossa nave cisterna Thorsheimer in navigazione di rientro in Italia. La navigazione era ostacolata da foschia, mare forza 5 e vento di Maestrale forza 6, che provocavano rollio e scarrocciamento e rendevano difficoltoso il calcolo della posizione e l'uso di scandaglio ed ecogoniometro. Alle 9:38 di quello stesso giorno l’Uragano urtò una mina (posata dal posamine britannico Abdiel), che le asportò la poppa, e rimase immobilizzata. Alle 9:40 Clio e Saetta si avvicinarono per fornire soccorso, ma otto minuti più tardi quest'ultimo urtò una mina ed affondò spezzato in due in meno di un minuto, trascinando nella sua fine 170 uomini. Alle 9:51 la Clio cercò di mettere a mare delle imbarcazioni per recuperare i naufraghi, ma il mare burrascoso rese tutto inutile: alle ore 10 il convoglio ricevette l'ordine di proseguire, giungendo poi indenne a Napoli alle 12:50. Nell'affondamento di Uragano e Saetta scomparvero 284 uomini, mentre solo 54 poterono essere salvati.
Nella mattina del 16 febbraio la Clio, al comando del capitano di corvetta Carlo Brambilla, andò a sostituire il vecchio cacciatorpediniere Augusto Riboty, andato in avaria, nella scorta di un convoglio partito alle 11:20 del giorno precedente da Palermo e diretto a Biserta, composto dai piroscafi Frosinone, Alcamo e Chieti e dalla piccola motocisterna Labor, e scortato dalle torpediniere Sirio e Monsone e dalle corvette Antilope e Gabbiano. Nelle ore precedenti il convoglio era stato attaccato due volte da motosiluranti inglesi, ma la scorta le aveva sempre respinte senza danni. Tutte le unità del convoglio arrivarono indenni a Biserta alle 23:45 del 16 febbraio.
Alle 7:15 del 23 febbraio la torpediniera lasciò Biserta di scorta alla motocisterna Labor ed al trasporto tedesco KT 2, con destinazione Palermo. Dopo un infruttuoso attacco (che non fu nemmeno notato), lo stesso 23 febbraio, da parte del sommergibile HMS Splendid a nord di Capo San Vito, il convoglio giunse indenne a Palermo alle dieci del 24.
Il 24 maggio 1943 la Clio rimorchiò a Messina la grande e moderna motonave cisterna Carnaro, che alle otto di quel giorno era stata silurata dal sommergibile polacco Dzik a 16 miglia per 091° da Capo Spartivento Calabro durante la navigazione da Augusta a Messina, riportando gravi danni.
Il 1º agosto 1943 la Clio prese base a Napoli, venendo inquadrata nella I Squadriglia Torpediniere (con Aretusa, Lince, Sirio, Sagittario e Cassiopea) della V Divisione navale, destinata a scorta al naviglio mercantile in acque italiane. Dopo l'armistizio riuscì a raggiungere un porto sotto il controllo alleato.

### La cobelligeranza (1943-1945), il secondo dopoguerra ed il servizio nella Marina Militare
Il 6 ottobre la Clio e la corvetta Urania, scortando da Augusta a Taranto una nave cisterna britannica, furono le prime unità italiane a scortare naviglio alleato nel corso della cobelligeranza.
Nel settembre 1943 la Clio partecipò inoltre all'evacuazione dei reparti italiani dall'Albania e dalla Grecia, nonché da Corfù. Svolse inoltre attività di collegamento tra Brindisi e Taranto.
Il 19 settembre la Clio e la Sirio, insieme alla motonave Probitas, furono inviate – dopo una tappa a Corfù – a Santi Quaranta, dove imbarcarono 1750 militari italiani, trasferendoli l'indomani a Brindisi.
A metà settembre le due torpediniere, su iniziativa ed al comando del contrammiraglio Giovanni Galati, lasciarono Brindisi stipate di rifornimenti (munizioni per cannoni e mitragliere, pezzi d'artiglieria, medicinali, bombe da mortaio, proiettili contraerei) destinati alla Divisione «Acqui», assediata dai tedeschi a Cefalonia. Quando tuttavia gli Alleati si accorsero della missione in corso, non autorizzata da essi, ingiunsero il rientro a Brindisi delle due unità senza che queste avessero raggiunto Cefalonia.
Durante la cobelligeranza (1943-1945) la nave venne impiegata in compiti di scorta al traffico per conto degli Alleati, tra Africa settentrionale, Malta e l'Italia.
Nell'immediato dopoguerra la nave fu usata per i collegamenti tra la Sardegna e la costa tirrenica italiana, trasportando personale e materiali, poi fu impiegata nell'addestramento operando, tra gennaio e febbraio 1947, per conto dell'Accademia Navale di Livorno.
Inquadrata poi nella III Squadriglia, la torpediniera venne impiegata ancora nell'addestramento insieme alle forze navali, prendendo parte a crociere ed esercitazioni NATO. Ebbe anche compiti di controllo della pesca.
Tra il 1951 ed il 1952 la Clio venne riclassificata corvetta veloce e sottoposta a grandi lavori di rimodernamento nell'arsenale di Taranto (durati circa sei mesi): vennero rimossi i quattro tubi lanciasiluri ed uno dei cannoni da 100/47 mm, mentre fu installato un lanciatore antisommergibile «Porcospino». In seguito all'ingresso dell'Italia nella NATO la nave ricevette inoltre (1953) la nuova sigla identificativa F 555.
In seguito la nave tornò a svolgere esercitazioni con le forze NATO, operando anche in acque straniere. Nel maggio 1956 entrò a far parte del I Gruppo Forze Navali di riserva, subendo quindi una contrazione della propria attività.
Nel 1958 la Clio subì ulteriori ammodernamenti, quali l'eliminazione dei due rimanenti pezzi da 100 mm, sostituiti con due mitragliere singole da 40/60 mm Mk 3.
Radiata il 31 ottobre 1959, l'anziana unità venne quindi avviata alla demolizione.